# ハリー・リヴァセッジ
ハリー・リヴァセッジ（Harry Bluett Liversedge、1894年9月21日 - 1951年11月25日）は、アメリカ合衆国の軍人、陸上競技選手。1920年アントワープオリンピックの銅メダリストである。カリフォルニア州アマドール郡ボルケーノ出身。

## 経歴
リヴァセッジは、カリフォルニア大学バークレー校在学中の頃から砲丸投の選手として名を馳せていた。1917年兵卒として兵役に入ってから1951年に亡くなるまでアメリカ海兵隊の軍人であった。1920年にはアントワープオリンピックの砲丸投に出場。14.15mで3位となり銅メダルを獲得した。
リヴァセッジは、1945年にアメリカ海兵隊第5海兵師団第28海兵連隊の大佐として、硫黄島の戦いに参加。リヴァッセッジは摺鉢山を攻撃した連隊の指揮官として、1945年2月23日に陥落させると、彼の連隊の5人により星条旗が掲げられた。このシーンは、第二次世界大戦の戦いを象徴する写真として非常に有名である。
リヴァセッジはその後、1953年にメリーランド州ベセスダにて没した。